# 第三阶段削减战略武器条约
第三阶段削减战略武器条约（英语：START III）是美国和俄罗斯之间拟议的一项双边军备控制条约，旨在大幅削减两国部署的核武库，并继续在《第一阶段削减战略武器条约》和《第二阶段削减战略武器条约》谈判中进行。该条约的谈判框架始于1997年美国总统比尔·克林顿和俄罗斯总统鲍里斯·叶利钦在赫尔辛基举行的会谈。但随着谈判破裂，条约从未签署。
拟议的条约基本内容包括：
- 到2007年12月31日，与《第二阶段削减战略武器条约》同时，美国和俄罗斯将洲际弹道导弹、潜射弹道导弹和重型轰炸机上部署不超过2000至2500枚战略核弹头。俄罗斯表示，愿意在《第三阶段削减战略武器条约》的框架内考虑谈判达成少于1500枚战略核弹头的水平。[1]

- 美国和俄罗斯将谈判有关战略核武器库存的透明度和销毁战略核武器的措施，以及其它共同商定的技术和组织措施，以大幅削减且不可逆转地销毁核武。

会谈面临许多障碍。俄罗斯国家杜马拒绝批准《第二阶段削减战略武器条约》，导致叶利钦和克林顿于1997年完成初步框架讨论后，正式谈判推迟了两年多。批准被推迟是因为俄罗斯反对无限延伸行动，北约轰炸南斯拉夫，北约东扩，以及美国建立导弹防御计划（这将需要修改或美国退出1972年的《反弹道导弹条约》）。
《第三阶段削减战略武器条约》的谈判进展收效甚微。最终谈判破裂，美国和俄罗斯转而同意《削减进攻性战略武器条约》（SORT）

## 大众文化
《第三阶段削减战略武器条约》在1998年电子游戏《合金装备》出现，在该游戏中，核恐怖袭击定于2005年2月底条约签署日发生。